# Крайцери скаути тип „Патфайндър“
Патфайндър (на английски: Pathfinder) са серия крайцери скаути на Британския Кралски флот, подклас крайцери на бронепалубните крайцери, построени през 1900-те г. на 20 век. Проектът представлява развитие на крайцерите 3-ти ранг от типа „Топаз“. Всичко от проекта са построени 2 единици: „Патфайндър“ (на английски: HMS Pathfinder) и „Патрол“ (на английски: HMS Patrol).

## Проектиране
В периода 1901 – 02 г. Британското Адмиралтейство разработва крайцерите скаути, за да водят флотилиите от разрушители, които следва да ги водят в торпедната атака и да ги поддържат при сблъсък с противниковите разрушители. През май 1902 са направени поръчките за крайцери, които могат да развият скорост от 25 възела (46 km/h; 29 мили в час), имат бронирана палуба, далечина на плаване от 2000 морски мили (3700 km; 2300 мили) и да носят въоръжение от шест 76 mm оръдия, осем скорострелни 47 mm оръдия и два 18 дюймови (450 mm) торпедни апарата. Избрани са четири проекта и е направена поръчка за един кораб от производител, по Военноморската програма за 1902 – 03 г. и по още един кораб към програмата за следващия период.

### Силова установка
Две трицилиндрови парни машини с тройно разширение. Пълен запас въглища: 600 дълги тона. Далечина на плаване на 10 ход възела – 3400 морски мили.

## Служба
- HMS Pathfinder – заложен на 15 август 1903 г., спуснат на вода на 16 юли 1904 г., в строй от 18 юли 1905 г.
- HMS Patrol – заложен на 31 октомври 1903 г., спуснат на вода на 13 октомври 1904 г., в строй от 29 септември 1905 г.[2]

На 5 септември 1914 г. „Патфайндър“ е в дозор заедно с 8-ма флотилия разрушители, когато в 16 ч. 45 мин. Херзинг (командир на U 21) го торпилира, крайцерът веднага потъва от силния взрив. От екипажа 259 души загиват и 16 са ранени.